# Mrozy (stacja kolejowa)
Mrozy – stacja kolejowa w Mrozach, w powiecie mińskim, w województwie mazowieckim. Według klasyfikacji PKP ma kategorię dworca aglomeracyjnego. Główna stacja na odcinku Mińsk Mazowiecki – Siedlce.

## Ruch pasażerski[2]
| Rok  | Wymiana pasażerska na dobę |
| ---- | -------------------------- |
| 2017 | 1500-2000                  |
| 2018 | 1900                       |
| 2019 | 3000-4000                  |
| 2020 | 2000-3000                  |
| 2021 | 2000-3000                  |
| 2022 | 2000-3000                  |
| 2023 | 3000-4000                  |

## Remont dworca
22 lutego 2019 PKP podpisały z firmą T4B Budownictwo umowę na przebudowę dworca. 18 grudnia 2020 wyremontowany dworzec został ponownie udostępniony podróżnym.

## Dane ogólne
Stacja położona na dwutorowej linii łączącej Warszawę Zachodnią i Terespol jest obsługiwana przez pociągi towarowe oraz pasażerskie Kolei Mazowieckich jadące do Siedlec i Łukowa.
Układ torów stacji:
- peron jednostronny: stanowisko (bocznica) pociągów osobowych Siedlce – Mińsk Mazowiecki – Warszawa oraz pospiesznych Terespol – Warszawa;
- bez peronu: tor linii Terespol – Siedlce – Mińsk Mazowiecki – Warszawa;
- peron dwustronny: tor linii Warszawa – Mińsk Mazowiecki – Siedlce – Terespol;
- peron dwustronny: tor linii Warszawa – Mrozy – Warszawa.